# Lucio Mollica
Lucio Mollica (* 1980 in Reggio Calabria) ist ein italienischer Dokumentarfilm-Regisseur und Produzent.

## Leben
Mollica studierte Kommunikationswissenschaft an der Universität Bologna.
Unter anderem arbeitete er für die Serien Anthony Bourdain – Eine Frage des Geschmacks und The Layover. Zu seiner Filmografie gehören historische Dokumentationen und Serien, darunter Hinter dem Altar, Afghanistan. Das verwundete Land, Tod und Spiele – München '72 und Krieg vor Gericht- die Jugoslawien Prozesse.

## Auszeichnungen
Die Serie Afghanistan. Das verwundete Land wurde für den Grimme-Preis 2021 nominiert und erhielt den Publikumspreis der Marler Gruppe.

## Filmografie
- 2018: Afghanistan. Das verwundete Land (Doku-Serie, Co-Autor und Series Producer, Produktion: LOOKSfilm, NDR, Arte)[1][2]
- 2020: Die Geheimnisse der Akten – Der Vatikan öffnet seine Archive (Dokumentarfilm, Regie zusammen mit Luigi Maria Perotti)[3]
- 2021: Krieg vor Gericht. Die Jugoslawien-Prozesse (Regie, Drehbuch)[4]
- 2022: Tod und Spiele. München '72 (dokumentarische Serie, Regie und Drehbuch zusammen mit Bence Máté)[5]